# J'ai un problème
Singles par Johnny Hallyday
Le soleil se lève à l'est
(1973) Le Feu
(1973)
J'ai un problème une chanson interprétée en duo par Sylvie Vartan et Johnny Hallyday en 1973. Le duo est présenté sous le nom « Sylvie & Johnny » sur la pochette. Parue sur l'album du même nom de Sylvie Vartan, la chanson est sortie en 45 tours en juin 1973.

## Histoire
En 1973, sur les ondes déferlent couples et duos qui enchaînent les premières places dans les hits parade : c'est ainsi que Le Prix des allumettes de Stone et Charden (No1 en février), précède Les Gondoles à Venise de Sheila et Ringo (No1 en mars), auquel succède, en juin, le duo J'ai un problème de Sylvie Vartan et Johnny Hallyday, en concurrence avec le tamdem Dalida Delon qui chantent Paroles... Paroles....
Composée et réalisée par Jean Renard, sur des paroles de Michel Mallory, J'ai un problème est enregistrée à Londres et Paris sous la direction musicale de Gabriel Yared. Dans le même temps, Sylvie et Johnny enregistre le titre Te tuer d'amour (chanson écrite par Michel Mallory et Jacques Ploquin, proposée en face B du 45 tours). On retrouve, la même année, ces deux titres sur l'album de Sylvie Vartan J'ai un problème. Au cours de ces sessions d'enregistrements, le couple grave un troisième titre, Bye bye Baby (distribué avec le magazine Mademoiselle, sur un 45 tours monoface et hors commerce).
Jean Renard, compositeur à succès pour Sylvie Vartan (La Maritza) et Johnny Hallyday (Que je t'aime - il est alors directeur artistique du chanteur), est à l'origine de cette rencontre artistique et discographique. Pour cela il dut batailler durant plusieurs semaines pour convaincre le couple, peu séduit à l'idée de céder à la mode des duos. Les séances d'enregistrements posent de nombreux problèmes techniques à Jean Renard et pour parvenir à harmoniser la tonalité des voix, il doit faire preuve de beaucoup d'ingéniosité.
J'ai un problème sort le 20 juin 1973 et son succès est immédiat. Une tournée d'été commune, est l'occasion pour Sylvie Vartan et Johnny Hallyday d'interpréter de nombreuses fois les duos en public.
Une représentation à Montréal, le 31 août 1975, offre aux deux artistes l'occasion d'une nouvelle interprétation de J'ai un problème et Te tuer d'amour, en conclusion du récital.

## Réception
Le titre s’écoule à plus de 700 000 exemplaires en France.

### Classements hebdomadaires
| Classement (1973)                       | Meilleure position |
| --------------------------------------- | ------------------ |
| Belgique (Wallonie Ultratop 50 Singles) | 2                  |
| France (IFOP)                           | 2                  |
| Québec (Palmarès francophone)           | 2                  |

## Versions en langues étrangères (1974 - 1975)
Les chansons J'ai un problème et Te tuer d'amour sortent en disque dans plusieurs pays : Argentine, Brésil, Canada, Japon, Madagascar, Portugal, Turquie, Zaïre et sont également adaptées à deux reprises en langues étrangères.
Durant l'automne 1974, au studio Davout à Paris, Sylvie et Johnny enregistrent à Paris la version allemande de J'ai un problème : Vielleicht bist du für mich noch nicht die große Liebe.
L'année suivante, en avril, à Milan au studio Sonic et à Rome au studio Sound Work Shop, ils gravent en italien les deux duos : Il mio problema et Voglio tutto da te. Diffusée en 45 tours, Il mio problema est no 1 au mois de mai (1975) en Italie.

## Discographie
- 1973 : 45 tours Philips (label de Johnny Hallyday) 6009384 : J'ai un problème, Te tuer d'amour

33 tours RCA (label de Sylvie Vartan) 440763 : J'ai un problème
- 1974 : 45 tours Philips 6009413 (diffusé exclusivement en Allemagne) : Vielleicht bist du für mich noch nicht die große Liebe, Te tuer d'amour (en français)

33 tours (de Sylvie Vartan) RCA 10418 (id) proposant J'ai un problème et Te tuer d'amour
- 1975 : 45 tours Philips 6009650 PIF (diffusé exclusivement en Italie) : Il mio problema, Voglio tutto di te

33 tours (de Sylvie Vartan) RCA TPL 1 1138 (id) Punto E Basta, qui contient Il mio problema

## Duo virtuel avec Johnny Hallyday en 2018
En concert au Grand Rex, le 16 mars 2018, Sylvie Vartan en hommage à Johnny Hallyday (décédé en décembre 2017), interprète en duo virtuel avec lui J'ai un problème. Durant la représentation, la chanteuse reprend également une dizaine de chansons de l'artiste parmi lesquelles Retiens la nuit, Noir c'est noir, Gabrielle, Que je t'aime ou encore Sang pour sang composé par leur fils David pour son père.

## Reprises et adaptations
Singles de Wess & Dori Ghezzi
Un corpo e un'anima
(1974) Era
(1975)

### Reprises
En 2011, les duos Marie-Ève Janvier et Jean-François Breau, font une reprise de la chanson à Québec avec l'album La vie à deux.

### Adaptations
En 1975, le duo italo-américain Wess & Dori Ghezzi reprend en italien Il mio problema ; en face B du 45 tours, il reprenne également Voglio tutto di te.

## Dans la culture populaire
En 2014, on trouve cette chanson dans la bande originale du long métrage Pas son genre de Lucas Belvaux (source : générique).